# Hôtel de Navarre
L'hôtel de Navarre est un ancien hôtel particulier parisien, situé aux nos 47-49 de la rue Saint-André-des-Arts, dans le 6e arrondissement de Paris, en France.
À son emplacement, l'hôtel de Villayer ou hôtel de Vieuville au no 47 et l'hôtel de Châteauvieux au no 49 ont été construits en 1728.

## Histoire

### Hôtel de Navarre

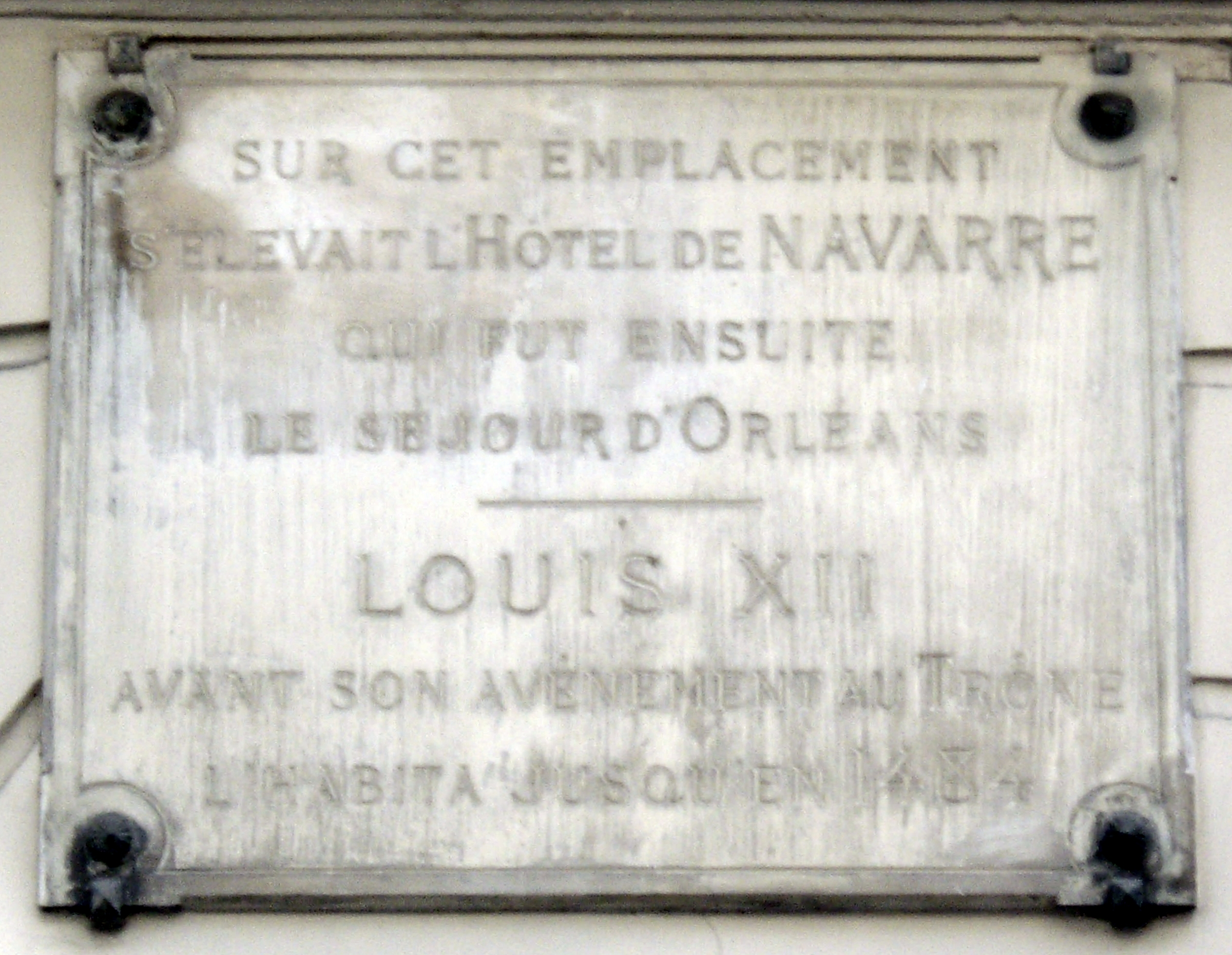
Plaque au n°49.

Dès 1257, Thibaut II de Navarre, roi de Navarre possédait des terrains en cet endroit et il y fait construire une demeure achevée en 1260. Sa veuve Isabelle de France, n'en profitera pas puisqu'elle meurt en 1271. Blanche d'Artois, reine de Navarre, veuve de Henri Ier de Navarre et épouse en secondes noces du comte Edmond de Lancastre, fils d'Henri III d'Angleterre y meurt en 1302. L'Hôtel reste à sa fille Jeanne Ire de Navarre, épouse de Philippe le Bel, roi de France en 1285. Après la mort de Jeanne en 1305, l'Hôtel  revient à son fils Louis X le Hutin, puis à la fille de ce dernier, Jeanne II de Navarre, 1316. L'hôtel passa à son héritier Charles de Navarre qui eut maille à partir avec  le roi Jean. Au terme de ces disputes, ce dernier hérita de l'hôtel et le céda à son frère Philippe, duc d'Orléans. Dès lors l'hôtel devint le séjour des ducs d'Orléans, des Dauphins de France ou de l'un des frères du roi (inscription sur le no 49). Valentine de Milan, femme du Duc d'Orléans y réside. Cette propriété et celle du no 49 étaient les deux seules allant du no 51 à la rue de l'Éperon. Au no 49, une plaque apposée sur le mur du bâtiment rappelle : « Sur cet emplacement s'élevait l'hôtel de Navarre qui fut ensuite le séjour d'Orléans. Louis XII avant son avènement au trône l'habita jusqu'en 1484. »
Il fut ensuite démembré.
Jacques de La Guesle, gentilhomme lettré y demeure. Son malheur fut de servir d'introducteur à Jacques Clément, dans le cabinet de Henri III, sans se douter des projets de l'assassin. Il est très attaché à ce roi ainsi qu'à Henri IV et meurt en 1612. Après lui ses héritiers partagent la propriété.

### Division en deux hôtels
L'hôtel de Navarre est divisé en 1640.
Le plus gros lot, le no 49, passe au comte de Châteauvieux, qui avait épousé Marie de la Guesle puis à son gendre le duc ou marquis de la Vieuville.  Dans cet hôtel de Châteauvieux, on dînait en 1691 pour 30 sols. Il en coûtait alors un tiers de moins pour prendre son repas au Coq-Hardi ou aux Trois-Chapelets, dans la même rue où se trouvait également l'inventeur des pâtés de jambon : un dénommé Jacquet. 
L'autre  partie devient l'hôtel de Vieuville au no 47.

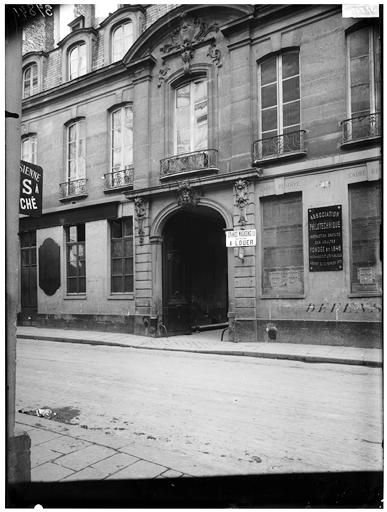
Photo en 1900.

Les façades de ces hôtels particuliers sont refaites en 1728, ornées de très jolies ferronneries de style Louis XV.
L'hôtel de Villayer, dit aussi « Hôtel de Vieuville », est inscrit aux monuments historiques en 1926 pour ses porte, vantaux et balcon sur rue. Ce bâtiment est contemporain de celui du no 49, hôtel de Châteauvieux.
Le portail est couronné d'un fronton entrecoupé,  de part et d'autre, par des pilastres à refends. Un mascaron à tête de faune, entouré de feuilles de lierre surplombe la porte. Les différents motifs ornant les consoles, le  tympan et la porte, s'inspirent de coquillages et de motifs de végétaux, de style « rocaille », en vogue sous Louis XV. La façade privilégie les lignes horizontales (un seul étage, corniches et bandeau sur toute la longueur). À droite, au fond de la cour bâtiment en arrondi coiffé d'une coupole, un étage, combles mansardés. 
Ces deux hôtels comportaient des dessus-de-portes de François Boucher.
Les palmettes de cet hôtel sont particulièrement bien dessinées. Les trois étages supérieurs de la façade présentent une rupture de style avec celui des niveaux inférieurs. Les guirlandes de laurier et les volutes encadrant la fenêtre du centre de la façade paraissent être du XIXe siècle. Il fut rehaussé et transformé après sa construction. Sa façade privilégie les lignes verticales (plusieurs étages, fenêtres étroites, pilastres à refends sur toute la hauteur).
Les deux parts sont encore réunies pour quelque temps en 1738 par l'adjudication de l'Hôtel de Châteauvieux au profit de Renouard, comte de Villayer et d'Auteuil, conseiller du roi, maître des requêtes, qui venait dans l'autre hôtel après les du Tillet, famille de parlementaire et ecclésiastique déjà propriétaire de l'autre côté.
Les deux hôtels sont de nouveau séparés et occupés par des libraires.
Palin de la Blancherie y transporta le Salon de la Correspondance qu'il avait fondé en 1778 au Collège de Bayeux, rue de la Harpe. C'était une sorte de concurrence aux salons du Louvre. On y exposait des œuvres contemporaines, mais aussi des maîtres anciens provenant de collections particulières. Ce salon dura jusqu'en 1787.
Le 4 janvier 1776, le notaire François Brichard ouvrit ici son étude notariale n°XXIII. Il était propriétaire de l'hôtel particulier et avait pour clients le peintre Quentin de La Tour, Le Peletier de Saint-Fargeau, De Rosambo, De Monaco, De Lorraine, de Durfort, de Vaudémont, de Duras, Sénac de Meilhan, ainsi que le duc d'Orléans.
Au cours de la Révolution, il fut membre du Club des Cordeliers et capitaine de bataillon. Accusé de cacher des fonds d'émigrés, il fut guillotiné le 11 février 1794 et ses biens vendus.
En 1910, l'École de psychologie y était installée.